# 肖馬特 (亞利桑那州)
肖馬特（英語：Shawmut）是位於美國亞利桑那州馬里科帕縣的一個非建制地區。該地的面積和人口皆未知。

## 地理
肖馬特的座標為32°59′49″N 112°30′14″W / 32.99694°N 112.50389°W，而該地的平均海拔高度為394米（即1293英尺）。